# Djeballah Khemissi
Djeballah Khemissi (arabisch جبالة الخميسى) ist eine algerische Gemeinde in der Provinz Guelma mit 4487 Einwohnern. (Stand: 1998)

## Geographie
Djeballah Khemissi wird umgeben von Beni Mezline im Nordwesten, von Bouchegouf im Osten und von Belkheir und Guelma im Westen.